# Nieradza
Nieradza – wieś w Polsce, w województwie lubuskim, w powiecie żagańskim, w gminie Żagań.
Do 2023 miejscowość była przysiółkiem wsi Kocin.
W latach 1975–1998 przysiółek administracyjnie należał do województwa zielonogórskiego.